# Черненко (село)
Черне́нко (розм. Черне́нки́) — село Сартанської селищної громади Маріупольського району Донецької області України. Відстань до Новоазовська становить близько 36 км і проходить автошляхом місцевого значення.

## Загальні відомості
Трохи більше за 1 км від села проходить автодорога з Павлополя до Маріуполя, до якого щогодини курсують рейсові автобуси.
Через річку землі села межують із територією Тельманівського району (Чермалицька сільська рада, село Орловське).

## Населення
За даними перепису 2001 року населення села становило 16 осіб, із них 93,75 % зазначили рідною мову українську та 6,25 % — російську.